# Щумски окръг
Щумски окръг (на полски: Powiat sztumski) е окръг в Северна Полша, Поморско войводство. Заема площ от 730,74 км2. Административен център е град Щум.

## География
Окръгът се намира в историческите области Помезания (Малборска земя) и Погезания (Горна Прусия). Разположен е в източната част на войводството.

## Население
Населението на окръга възлиза на 42 739 души (2012 г.). Гъстотата е 58 души/км2.

## Административно деление
Административно окръгът е разделен на 5 общини.
Градско-селски общини:
- Община Джежгон
- Община Щум

Селски общини:
- Община Миколайки Поморско
- Община Стари Джежгон
- Община Стари Тарг

## Фотогалерия
- Джежгон
- Щум
- Стари Тарг